# Азбука нашег живота (1. сезона)
Прва сезона серије Азбука нашег живота је премијерно емитована од 3. децембра 2021. до 4. фебруара 2022. године и броји 10 епизода. 

## Радња
У средишту интригантне, забавне, али на моменте и тешке, трагикомичне приче, налази се брачни пар Поповић иза којег је 25 година брака у који су ушли ношени студентском љубављу и младалачком занесеношћу, жељни успеха у тривијалном друштву у којем је све дозвољено да би се дошло до статуса, каријере и новца.
Четврт века касније, након што су стекли сва материјална добра, док им се деца школују и проводе у иностранству, ова наизглед идеална породица, почиње се распадати...

## Епизоде
| Бр. у серији | Бр. у сезони | Назив | Редитељ            | Сценариста                      | Премијерно емитовање |
| --- | ------------ | ----- | ------------------ | ------------------------------- | -------------------- |
| 1 | 1            |       | Јелена Бајић Јочић | Борис Гргуровић и Милица Јевтић | 3. децембар 2021.    |
| Упознајте Поповиће - Весну и Уроша. Иза њих је 25 година брака у који су ушли млади, заљубљени, занесени, пуни страсти и великих планова. Градећи породицу, каријеру, статус у друштву, материјална добра - негде успут схватају да су изгубили једно друго, разорили породицу... Обоје то осећају и знају, али одржавају привид складног брака. У тај њихов већ нарушени однос нову пометњу уноси изненадно познанство са имућним брачним паром Стефановић - Саром и Рељом, који се досељавају у комшилук. Ово познанство прераста у пријатељство и њих четворо почињу да играју игру у којој неће бити победника. |              |       |                    |                                 |                      |
| 2 | 2            |       | Јелена Бајић Јочић | Борис Гргуровић и Милица Јевтић | 10. децембар 2021.   |
| Весна је на самоћу одавно навикла: на празан стан, кревет, децу у иностранству и Уроша који је вечито окупиран собом. Дугогодишње пријатељство са Лидијом и Сунчицом, њихови дуги, искрени разговори, доказ су Весни да постоји увек она ведрија страна живота. Са свим својим врлинама, манама и личним тугама, њих три доносе радост и наду у живот једна другој. Сара и Реља позивају Поповиће на вечеру и партију ремија. Ово ће ускоро постати њихова омиљена забава и вечерња рутина. Урош и Сара вешто прикривају међусобну привлачност али скривени додири и погледи испод обрва слуте на грех... Урошева опчињеност младом, успешном, харизматичном Аном не престаје. Након што проведу заједно магично поподне, он схвата и осећа да би са њом могло бити другачије него са свим женама до тада... Весни стиже изненада Рељина љубавна СМС порука у моменту док монтира документарну емисију од 6 магичних речи од којих јој се завртело у глави и осећа да је ђаво дошао и по њу ... |              |       |                    |                                 |                      |
| 3 | 3            |       | Јелена Бајић Јочић | Борис Гргуровић и Милица Јевтић | 17. децембар 2021.   |
| Годинама запостављена, сита Урошевог себичлука, Весна посустаје: њена сумња у саму себе расте, питања у глави се роје, њен одговор на Рељин СМС биће изненађујући и то за обоје... Неочекивано и изненада на вратима стана Поповића појављује се Лука. Долази са Ибице под чудним изговорима; Весна је сумњичава и инстинкти јој говоре да мора да буде на опрезу... Урош не престаје да мисли на Ану; то га збуњује и изненађује и он схвата да је почео да се заљубљује. У жељи да се што више зближе, Урош је води у Истру на романтични викенд. У моментима рањивости, Ана му открива своју велику тајну. Кријући осећања, док у јавности глуме задовољни брачни пар, Весна и Урош дубоко у себи осећају снажну кривицу и грижу савести. Свесни су да њихов живот и они сами више никада неће бити исти... |              |       |                    |                                 |                      |
| 4 | 4            |       | Јелена Бајић Јочић | Борис Гргуровић и Милица Јевтић | 24. децембар 2021.   |
| Ана је лепа, млада, самостална и успешна, харизматична и неодољива. Урош је опчињен. Оно што је са њом почело као пролазна афера, виђањем по скупим ресторанима и хотелским собама, убрзо прераста у озбиљну везу. Од тог момента, Урошев и Анин однос добија нову димензију... Њена очекивања ће одједном постати препрека више него подстрек. Затечен и револтиран због тога, Урош одлази на мушку забаву да уживањем у алкохолу и лепим женама скрене мисли са Ане. Љубавни грех је као дрога, ствара зависност; одбија и привлачи у исто време. Весна се све више увлачи у аферу с Рељом. Свесна да је на клизавом терену, па, ипак, не успева да одоли и ужива својим бићем у заједничким тренуцима. Све док једног поподнева Урош не позвони на Рељина врата, не слутећи шта се иза њих дешава. То звоно ће бити окидач за растројство у које Весна полако упада. Те вечери ће замало себи угрозити живот.... |              |       |                    |                                 |                      |
| 5 | 5            |       | Јелена Бајић Јочић | Борис Гргуровић и Милица Јевтић | 31. децембар 2021.   |
| Јаз између Весне и Уроша постаје све дубљи и непремостив тј. све оно што их је некада везивало, сада их раздваја и удаљава. Обоје то осећају и знају. Оно што им није јасно је како је и када све то почело... Уроша мори осећај тескобе и немоћи да се извуче из свега. Као кап која прелива чашу доће му разговор с Гораном, пријатељем с којим се среће на партији тениса. Горанов егоизам, прича о његовом трећем браку, о жељи да угоди само себи и својим чулима без потребе да се икоме правда, Урошу дају крила. Осећај кривице замењује самопоуздање.... Иако пољуљана и несигурна, Весна не одустаје од везе са Рељом али његови позиви постају све ређи. Док са Сунчицом покушава да утеши Лидију коју је партнер оставио наочиглед свих колега на клиници, Весна не престаје да мисли на Рељу. Слути да се нешто компликује и постаје им јасно да њихова веза узима свој данак јер Реља признаје Сари да је варао са Весном. Без најаве, Ана одводи Уроша да се упозна са њеним родитељима. Они су лоше одреаговали на чињеницу да је он дупло старији од њихове ћерке. По повратку у Београд, Ана признаје Урошу да је остала трудна с њим. |              |       |                    |                                 |                      |
| 6 | 6            |       | Јелена Бајић Јочић | Борис Гргуровић и Милица Јевтић | 7. јануар 2022.      |
| Поподневни излазак и кафа с другарицама је лек за душу осим ако су оне остављене и повређене. Онда се уживање претвара у сеансу психотерапије или свађу. Сунчица не успева да нађе разумевање за стање у коме се налазе Лидија и Весна. Сматра да треба да буду усправне и у поразу. Гоњен грижом савести због начина на који је реаговао на Анину трудноћу и као компензацију за бол који је поднела, Урош је води на романтични викенд у Барселону. Он и не слути да ће то бити судбоносно путовање и тачка прекретница у његовом животу. Управо тамо догодиће се сусрет који ће изазвати потрес у њему. У потрази за добром новинарском причом, Весна ради интервју са господином који је преживео заточеништво на Голом отоку. Мисао коју ће јој одрецитовати ће деловати отрежњујуће на њу. По повратку у Београд, Урош доноси важну одлуку. Након што је учинио све да Весна примети да је он већ отишао, да је постао нови човек кога она заправо не познаје, Весна се и даље прави да не примећује. |              |       |                    |                                 |                      |
| 7 | 7            |       | Јелена Бајић Јочић | Борис Гргуровић и Милица Јевтић | 14. јануар 2022.     |
| Урош је отишао. Након што јој је саопштио да се заљубио у другу и да је оставља, Весна га је избацила из стана и из свог живота. Остала је сама с својим болом, поразом, паником и његовом издајом, без покушаја да исплива из црнила којим се окружила. Урош је добио нову младу жену, нови светли стан, нови свежи живот. Чини се да је задовољнији него икада. Освежење прија. Ипак, на моменте он осећа тескобу и нелагоду тј. да ли је њему место у том модерном, дигиталном, прогресивном Анином животном концепту... Потрудиће се свим снагама да буде макар и на његову штету. Током бесциљног глуварења по телевизијским програмима, Весна наилази на нешто што ће је у моменту тргнути... |              |       |                    |                                 |                      |
| 8 | 8            |       | Јелена Бајић Јочић | Борис Гргуровић и Милица Јевтић | 21. јануар 2022.     |
| Иако скептична, Весна одлази код психотерапеута. Доноси одлуку да самосажаљење остави у прошлости и учини све да поново буде поносна и задовољна собом. Једна особа ће јој у томе помоћи. Марта се без најаве појављује на вратима стана. Тужна због мајке, љута на оца... Она и Весна ће коначно успоставити везу која је давно прекинута. Доскора татина ћерка постаће мамина сламка спаса, ветар у леђа у важном тренутку. Урошеви покушаји да се уклопи у младалачки начин живота кулминира повредом на пејнтбал партији. Да ствар буде гора, пореска инспекција му дише за вратом. Млада, навалентна инспекторка ће му дати непристојну понуду каква се тешко одбија... |              |       |                    |                                 |                      |
| 9 | 9            |       | Јелена Бајић Јочић | Борис Гргуровић и Милица Јевтић | 28. јануар 2022.     |
| Као феникс, Весна се полако диже из пепела, успева да регенерише душу. Мартина подршка је дошла у правом моменту. На њен наговор, Весна одлази на прославу годишњице матуре. У налету добре енергије, пристаје чак и на састанак с Гргом. Ипак, није Весна једина која пролази кроз патњу; иако снажна споља, дубоко у себи Марту боли разлаз родитеља и за све криви Уроша... Урош увиђа димензије своје глупости, доскора несвестан да није Весна једина коју ће повредити. У тренуцима несигурности, преиспитујући своје поступке, одлази свом оцу у посету чије ће му се речи урезати дубоко у мисли. На путу до куће, позива Весну. Њено самопоуздање, и онако крхко, пољуљано је из корена. Враћају се слике из прошлости. Урош се појављује на вратима стана. |              |       |                    |                                 |                      |
| 10 | 10           |       | Јелена Бајић Јочић | Борис Гргуровић и Милица Јевтић | 4. фебруар 2022.     |
| Урош је на вратима. Весна му отвара, поносна, уздигнуте главе, без страха и са сјајем у очима. Урош је збуњен; у његовој глави је збрка. Филм се враћа уназад, успомене се ређају једна за другом; Весна и Урош се суочавају а снажнији ће изаћи као победник. Лепоту неких ствари и неких тренутака човек сагледа тек кад их изгуби. Урошу од Ане стиже СМС. Све се слаже као лего коцке. Те ноћи, у празном Анином стану, Урош ће доживети просветљење... |              |       |                    |                                 |                      |